# Charles D. B. King
Charles Dunbar Burgess King (Monróvia, 12 de março de 1875 - Monróvia, 4 de setembro de 1961) foi um político liberiano que atuou como o 17º presidente da Libéria, de 1920 a 1930. King era descendente de américo-liberianos e crioulos da Serra Leoa. Foi membro do Partido True Whig, que governou a Libéria de 1878 até 1980.
King foi procurador-geral de 1904 a 1912 e secretário de Estado da Libéria de 1912 até sua eleição a presidente em 1919. Como secretário, participou da Conferência de Paz de Paris de 1919 e no Primeiro Congresso Pan-Africano
O mandato de King foi marcado por diversos escândalos. Sua agenda econômica e seu plano de desenvolvimento ficaram constantemente abaixo do esperado. Embora as taxas de alfabetização tenham aumentado de forma constante devido ao acesso facilitado  à educação pública, ele não conseguiu evitar que a crise política na Libéria prejudicasse ainda mais o crescimento econômico.
Em 1927, foi o vencedor das eleições presidenciais com um total de quase 17 vezes mais votos do que o número de eleitores registrados, causando preocupações pela eleição extremamente fraudulenta e corrupta, mas um escândalo de trabalho forçado e escravatura forçou a sua renúncia em 1930. Charles King deixou o cargo com má fama e se absteve de cargos superiores até sua morte. Sua presidência foi marcada pela corrupção extrema, nepotismo na contratação de funcionários e pela falta de transparência nas decisões que seu governo tomava em relação ao bem-estar do povo e a utilização de trabalho escravo.

## Presidência (1920–1930)
King se tornou presidente da Libéria em 1920 e permaneceu 10 anos do cargo. Embora fosse um defensor moderado da reforma, mostrou-se a apoiar a máquina de clientelismo e o domínio corrupto do Partido True Whig. Na presidência, ajudou a estabelecer o Instituto Agrícola e Industrial Booker Washington em Kakata em 1929.

### Negociação de um empréstimo dos Estados Unidos
No começo da década de 1920, a crise financeira na Libéria se agravou ao ponto do Presidente King comandar uma comissão que viajou para os Estados Unidos para buscar a reorganização da impressionante dívida do país. Eles chegaram nos EUA em 6 de março de 1921, após a posse do presidente Warren G. Harding. O Congresso dos EUA havia suspendido todo crédito estrangeiro e a concessão de empréstimos estrangeiros, mesmo que o Departamento de Estado fosse favorável à aprovação do pedido da delegação liberiana. Em julho, o Secretário de Estado americano Charles Evans Hughes disse que era um dever moral conceder o empréstimo solicitado pela Libéria devido a um acordo de 1918 entre os dois países. No mês seguinte, Harding disse ao Congresso que concordava com o secretário. As negociações continuaram até outubro, quando o Departamento de Estado finalmente concedeu à Libéria um empréstimo de 5 milhões de dólares (próximo a 86 milhões em valores convertidos para 2023).
O governo Harding propôs novamente (após uma tentativa feita durante a Primeira Guerra Mundial pelo presidente da Libéria a época de obter um empréstimo da gestão Woodrow Wilson) ao Congresso um empréstimo de US$ 5 milhões de dólares à Libéria. A Câmara dos Representantes aprovou a concessão com uma votação de 148–139, mas o Senado votou 42–32 contra a concessão. Isso causou uma grande decepção e um sentimento de desespero entre os representantes liberianos, que temiam que as influências britânicas e francesas sobre o país pudessem se tornar imparáveis. A Libéria foi membro-fundados da Sociedade das Nações em 1919, com o governo liberiano determinado a preservar sua soberania.

### Firestone Rubber Company
Em 1925, Firestone Rubber Company concordou com um arrendamento de 4 000 km² de terra por 99 anos na Libéria para cultivar borracha. A Firestone começou a exportar borracha da Libéria em 1934. A economia do país rapidamente passou a depender dessas exportações. A subsidiária da Firestone, Finance Corporation of America, emprestou 5 milhões de dólares ao governo da Libéria, que pretendia utilizar para quitar dívidas e financiar melhorias públicas. Nos termos do empréstimo, o Presidente dos EUA nomeou um consultor financeiro para a Libéria, que tinha o poder de aprovar e desaprovar todas as despesas do governo. O governo liberiano também foi obrigado a utilizar 2,5 milhões do montante do empréstimo para comprar títulos do tesouro americano a 10% de margem. Do restante, mais de 1,1 milhão foi destinado ao pagamento de um empréstimo de 1912 dos EUA Como resultado, pouco valor dos rendimentos do empréstimo de 1934 estava disponível para ajudar o país. Entretanto, os reembolsos do empréstimo constituíram 40% do rendimento anual do governo da libéria.

### Eleição presidencial de 1927

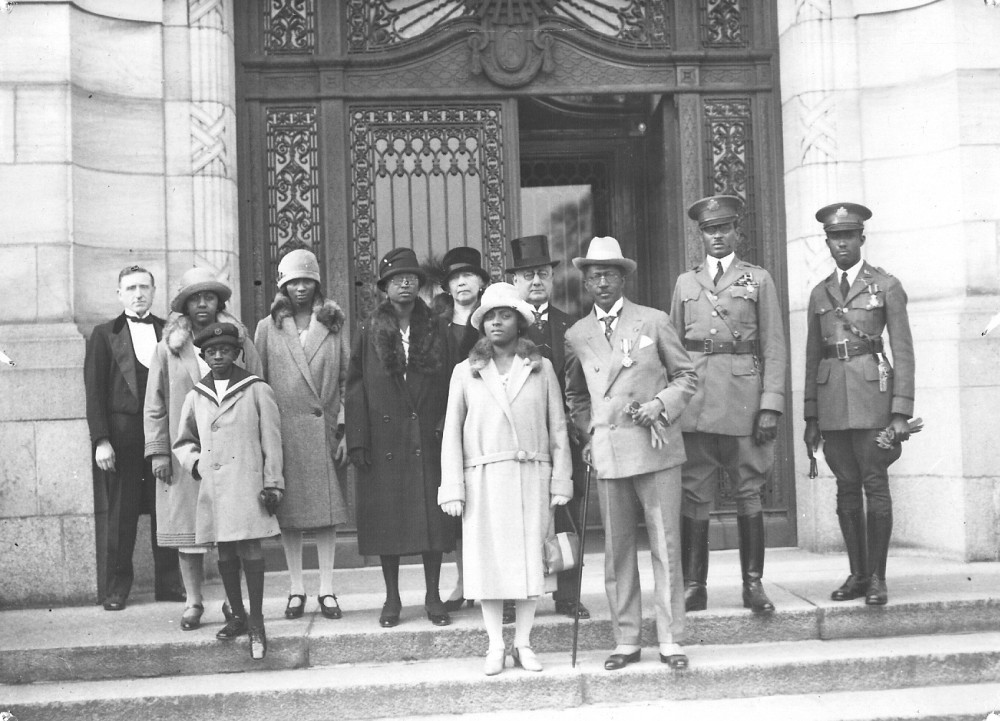
King e sua comitiva nas escadas do Palácio da Paz em Haia (1927)

King enfrentou Thomas Faulkner nas eleições presidenciais de 1927. Conforme o comunicado oficial, King recebeu 234 mil votos. Porém, a Libéria tinha apenas cerca 15 000 eleitores aptos. Assim, King foi posteriormente listado no Guiness Book pela eleição mais fraudulenta de todos os tempos.

### Escândalo do trabalho forçado e escravidão
Após ser derrotado na eleição para King, Thomas Faulkner acusou diversos membros do governo do Partido True Whig de recrutar e vender mão-de-obra contratada como escravos. Apesar das negativas da Libéria e da recusa em cooperar, a Liga das Nações criou uma comissão liderada pelo zoólogo Cuthbert Christy para determinar a situação do trabalho forçado e da escravidão ainda praticados na Libéria. O presidente dos EUA, Herbert Hoover, suspendeu temporariamente as relações para pressionar Monróvia a colaborar.
Em 1930, a Liga das Nações publicou o relatório do estudo, chamado de 'Relatório Christy' em homenagem ao líder do Comitê. O relatório endossou várias alegações de Faulkner e implicou sobre muitos funcionários do governo, incluindo o vice-presidente Allen Yancy. Foi constatado que o trabalho forçado foi utilizado para o desenvolvimento de determinadas obras públicas, como estradas no interior. E certas tribos ainda praticavam a servidão doméstica que poderia ser considerada como escravidão.
O relatório descobriu:
1. “Para suprimir o nativo, impedi-lo de realizar as suas realizações e limitações e impedi-lo de se afirmar de qualquer maneira, em benefício da raça colonizadora e dominante, apesar de originalmente serem da mesma linhagem africana que eles, uma política de grosseira a intimidação e a repressão têm sido sistematicamente promovidas e encorajadas há anos e são a palavra-chave da política nativa do Governo;" e
2. que, "...o Vice-Presidente Yancy e outros funcionários de alto escalão do Governo da Libéria, bem como os superintendentes e comissários distritais, deram a sua sanção para o recrutamento obrigatório de mão-de-obra para a construção de estradas, para envio para fora do país e outros trabalhos, com a ajudada Força da Fronteira da Libéria; e toleraram a utilização desta força para fins de coação física na construção de estradas, para a intimidação dos aldeões, para a humilhação e degradação dos chefes, dos nativos capturados na costa, guardando-os até ao momento do embarque [para Fernando Pó (atual Bioco) e São Tomé.]"[12]

Após isso, King e o vice Yancy, além de outros líderes implicados, renunciaram.

## Pós-presidência
King foi representante nos Estados Unidos de 24 de julho de 1947 a 25 de julho de 1947, quando a função de representante foi transformada em embaixada. King continuou como embaixador até 1952.

## Vida pessoal
King se casou pela primeira vez com Janie E. Scott, tendo um filho e duas filhas. Se casou pela segunda vez com Cecelia Adeline Cooper, com quem teve um filho. Em 1919, King e sua esposa foram convidados do presidente Woodrow Wilson nos Estados Unidos.